# Handball-Oberliga Baden-Württemberg der Frauen 2011/12
Die Handball-Oberliga Baden-Württemberg der Frauen 2011/12 wird unter dem Dach der Handballverbände Baden, Südbaden und Württemberg organisiert und ist die höchste Spielklasse des Verbundes. Die Oberliga – BW  ist nach der Bundesliga, der 2. Bundesliga und der 3. Liga eine der vierthöchsten Spielklassen im deutschen Handball.

## Saisonverlauf
Die Handball-Oberliga Baden-Württemberg der Frauen 2011/12 war die zwölfte Ausspielung dieser Handballliga.

### Modus
Vierzehn Mannschaften spielten eine Vor- und Rückrunde. Nach Abschluss der daraus resultierenden Spieltage sind Meister und der Drittplatzierte in die 3. Liga aufgestiegen und die letzten zwei Mannschaften in die Verbandsligen abgestiegen.

## Teilnehmer
Nicht mehr dabei waren die Auf- und Absteiger der Vorsaison. Neu hinzukamen die Absteiger (A) der 3. Liga und die Aufsteiger (N) aus den Verbandsligen.

Handballverband Baden

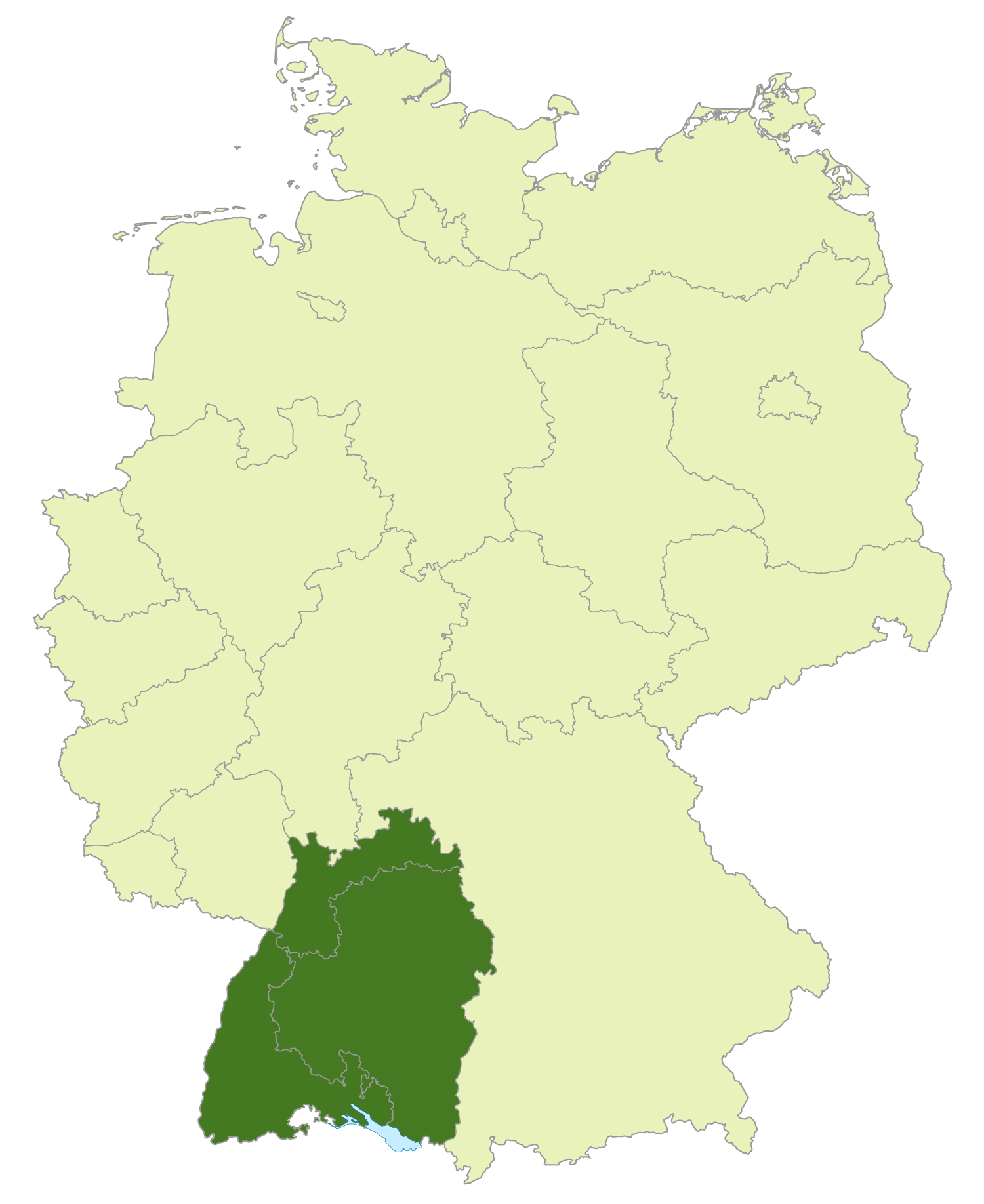
Bereich Handball-Oberliga
Baden-Württemberg

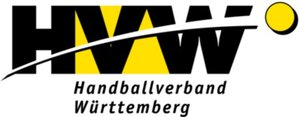
Handballverband Württemberg

### Abschlussplatzierungen
|  1. Neckarsulmer SU (N) - 2. TS Ottersweier  3. TV Nellingen II - 4. WSG Eningen/Pfullingen (A) - 5. HSG TB/TG 88 Pforzheim - 6. SV Allensbach II - 7. TV Lahr 1846 - 8. TV Pflugfelden - 9. HSG Mannheim (A) - 10 SG Schenkenzell/Schiltach (N) - 11 TV Holzheim 1885 - 12 TV Weingarten (N)  13 SG Ober-/Unterhausen  14 TSF Ludwigsfeld |

(A) = Absteiger aus der 3. Liga (N) = neu in der Liga
  Meister und Aufsteiger zur 3. Liga 2012/13
 Aufsteiger zur 3. Liga 2012/13
- Für die Oberliga 2012/13 qualifiziert